# Geografía de Senegal

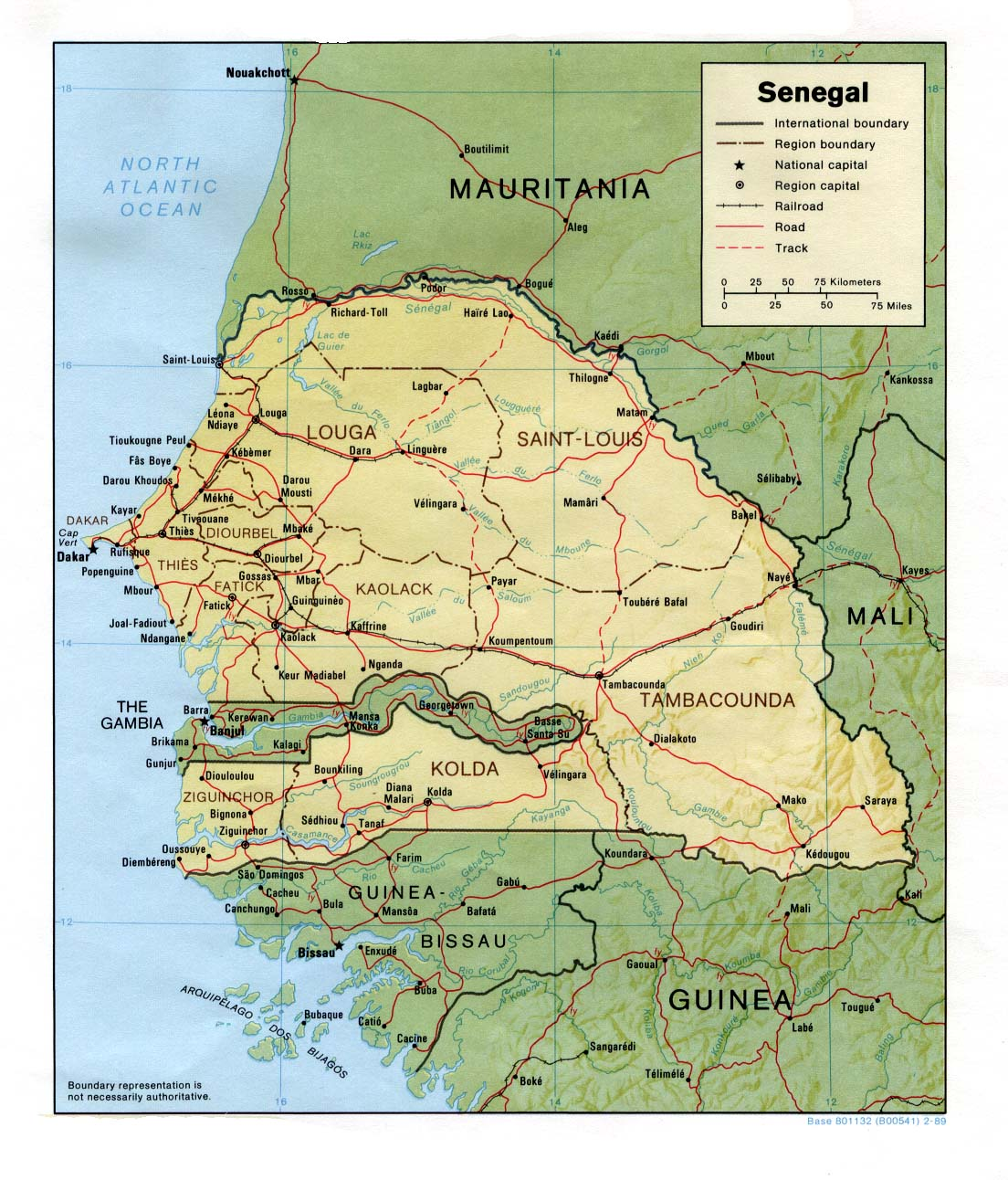
Senegal

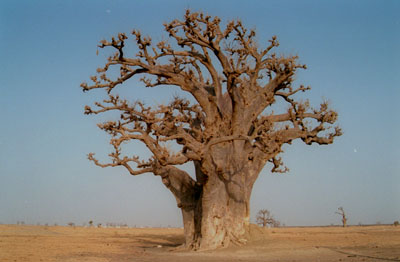
Baobab en Senegal.

Senegal se encuentra en la costa atlántica de África, frente al archipiélago de Cabo Verde y en lo que fuese la antigua África Occidental Francesa. Limita al norte con Mauritania, a través del río Senegal, al este con Malí, al sur con Guinea Bissau y Guinea y en medio del territorio senegalés, a la altura del río Gambia, Senegal, compuesto de 14 regiones administrativas y 45 departamentos, rodea a Gambia. Gambia separa a las regiones de Cassamance (alta y baja), con el resto de Senegal, a excepción de la región del este, la cual tiene capital en Tambacunda.
El territorio senegalés se caracteriza por tener pocas elevaciones, únicamente en la zona suroriental, en la frontera con Mali, hay alguna elevación más importante.

## Relieve
Senegal es un país llano, que ocupa una cuenca sedimentaria llamada mauritano-senegalesa, con elevaciones que apenas superan los 100 m, salvo en la península de Cabo Verde, al sudoeste del país. Estructuralmente, se puede dividir en tres partes: la primera es la península de Cabo Verde, una agrupación de pequeñas mesetas de origen volcánico al oeste; la segunda serían los restos de antiguos macizos adyacentes a los contrafuertes del macizo de Futa Yallon, en Guinea, en la frontera sur y este del país, los cuales incluyen el punto más alto de Senegal, una elevación sin nombre a pocos kilómetros de Nepen Diakha, con una altitud no conocida exactamente que oscila entre 580 y 640 m., y la tercera sería una amplia planicie continental que se extiende entre la península de Cabo Verde y ocupa todo el norte y este de Senegal.
Esta tercera región contiene algunas de las rocas más antiguas del planeta, el zócalo birrimiano (Paleoproterozoico), en el que aparecen cuarcitas y otras rocas cristalinas. En el norte se encuentra el extremo sur de una cadena de montañas aplanadas llamadas Mauritánidas, compartida con Mauritania, donde hay cobre, uranio y hierro.

### La costa senegalesa
La costa de Senegal comprende diversos paisajes que dependen del clima, las corrientes marinas y la hidrografía. En la Grande-Côte, la Gran Costa, al norte de Dakar, entre la península de Cabo Verde y la desembocadura del río Senegal, dominan las niayas, formadas por dunas y depresiones en las que se cultivan hortalizas. Se trata de dunas costeras de baja altura, barras de arena, al otro lado de las cuales los wolof han creado huertos protegidos de los vientos marinos.
En los estuarios salinos de los ríos al sur de Dakar, crecen manglares formados por islotes. Estos bosques y canales se conocen como bolongs, están repletos de mosquitos y cuando sube la marea quedan bajo el agua marina. Un laberinto de canales ricos en pesca, protegidos por el parque nacional del Delta del Salum. Los bolongs se encuentran también en el estuario de Gambia y en el del río Casamanza.
La llamada Petite-Côte, la Pequeña Costa o costa de las conchas, empieza en Rufisque y termina en Joal-Fadiouth, donde hacen su aparición los bolongs de Sine-Saloum. La principal vegetación de esta zona son los filaos o casuarinas, un árbol que alcanza los 25 m. Hay pocas olas y el agua suele estar clara, pero es venenosa. La particularidad de la Petite-Côte es la playa cubierta de conchas rotas y pocas veces de arena. Las conchas son de un calibre diferente en cada playa.
La península de Cabo Verde, donde se halla Dakar, es la costa volcánica. Los roquedos hacen peligroso el baño. Las pocas playas arenosas se llenan de gente en verano, durante el hivernage, nombre que se da aquí al periodo de lluvias en que disminuye la actividad, literalmente la hibernación, aunque en español se suele llamar invierno a ese periodo. La costa está dominada por dos colinas volcánicas cónicas, las Mamelles, y su faro. Las olas, amplias, favorecen la práctica de surf y no existe la barra arenosa, hay en cambio, numerosos escollos y erizos de mar. Al sur de Dakar se encuentra la playa turística de Saly.
Al sur de Gambia se encuentran las playas de Casamanza. En una costa baja sembrada de arroz se encuentran lugares turísticos como Ziguinchor, la ciudad más importante de la región, Oussouye, Cap-skirring, la isla de Carabán, en la desembocadura del río Casamanza, la isla de Eloubaline y la reserva ornitológica de Kassel.

## Clima

Mapa de la clasificación de Köppen de climas de Senegal. En rojo, cálido semidesértico; en calabaza, semiárido cálido, y en azul, tropical de sabana.

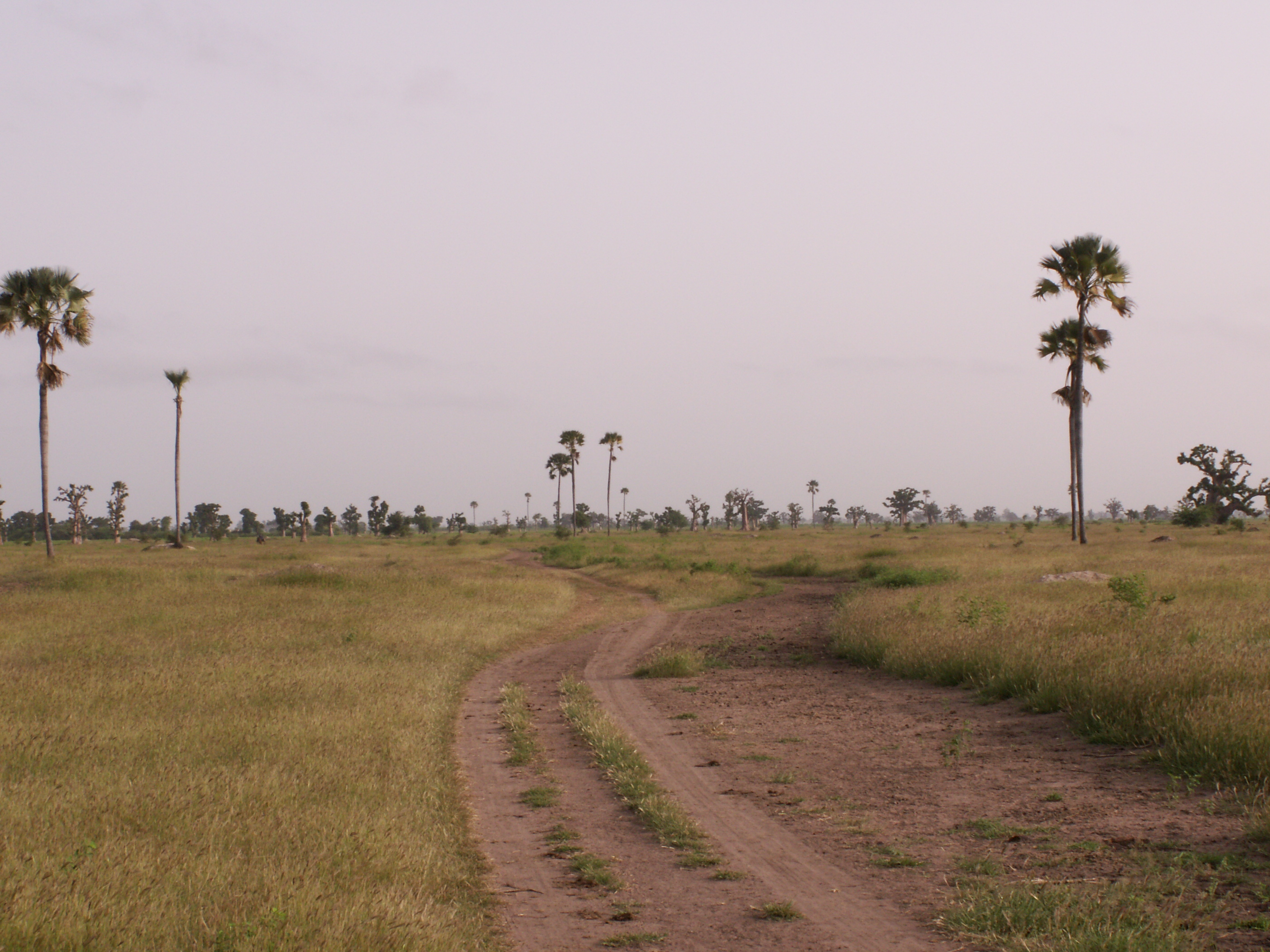
Sabana de Senegal, también llamada la brousse, cerca de Joal-Fadiouth.

El clima de Senegal es tropical, cálido y húmedo, con una estación seca de noviembre a mayo, y una estación húmeda de mediados de junio a mediados de octubre, a causa del monzón africano, que desplaza los vientos de sur a norte siguiendo la perpendicular del sol. La lluvia es más abundante en el sur (600 a 1500 mm), mientras que en el norte es inferior a 600 mm.
Los vientos dominantes están bien definidos por la estación: del sudoeste en verano, época de lluvias, y del nordeste, cálido y seco, en invierno, el harmatán del desierto. Entre junio y octubre se alcanzan las temperaturas máximas, y las mínimas de diciembre a febrero.
Debido al clima cambiante, el paisaje varía bastante: de semidesierto en el norte, a sabana arbolada en el sur, con bosques de galería. En el noroeste hay un pequeño desierto con dunas, el desierto de Lompoul, entre Dakar y Saint Louis, con unos 18 km².
La estación de las lluvias es conocida como hivernage, el invierno en verano, aunque es la estación cálida y húmeda, especialmente en el sur. A lo largo de la costa norte, la corriente fría de las Canarias refresca la temperatura de las zonas costeras. Dakar se encuentra en una zona especialmente neblinosa, con mínimas y máximas de 18 y 26.oC entre enero y abril, y de 25 y 31.oC en septiembre y octubre, los meses más calurosos. En Dakar caen unos 500 mm de lluvia entre junio y octubre, con un máximo en agosto, con más de 200 mm. En la estación seca, sopla el harmattan, y las temperaturas ascienden mucho en el interior a partir de febrero, con máximas de 38.oC en el sur y 40.oC en el norte, y máximas de 45-47.oC antes de la época húmeda. En Matam, en el interior, las mínimas y las máximas oscilan entre 28 y 41.oC de media en mayo, y en diciembre y enero entre 18 y 32.oC, con una precipitación de 370 a 500 mm entre junio y octubre, y un máximo de 200 mm en agosto.
En Ziguinchor, en la región más húmeda de Casamanza, con temperaturas mínimas entre 16 y 23.oC en enero y octubre, y máximas de 30.oC y 37.oC en agosto y abril, caen 1600 mm anuales, entre junio y octubre, con máximas de más de 100 mm en esos meses, de 300 mm en septiembre, de 400 mm de julio y de 500 mm en agosto.

## Hidrografía

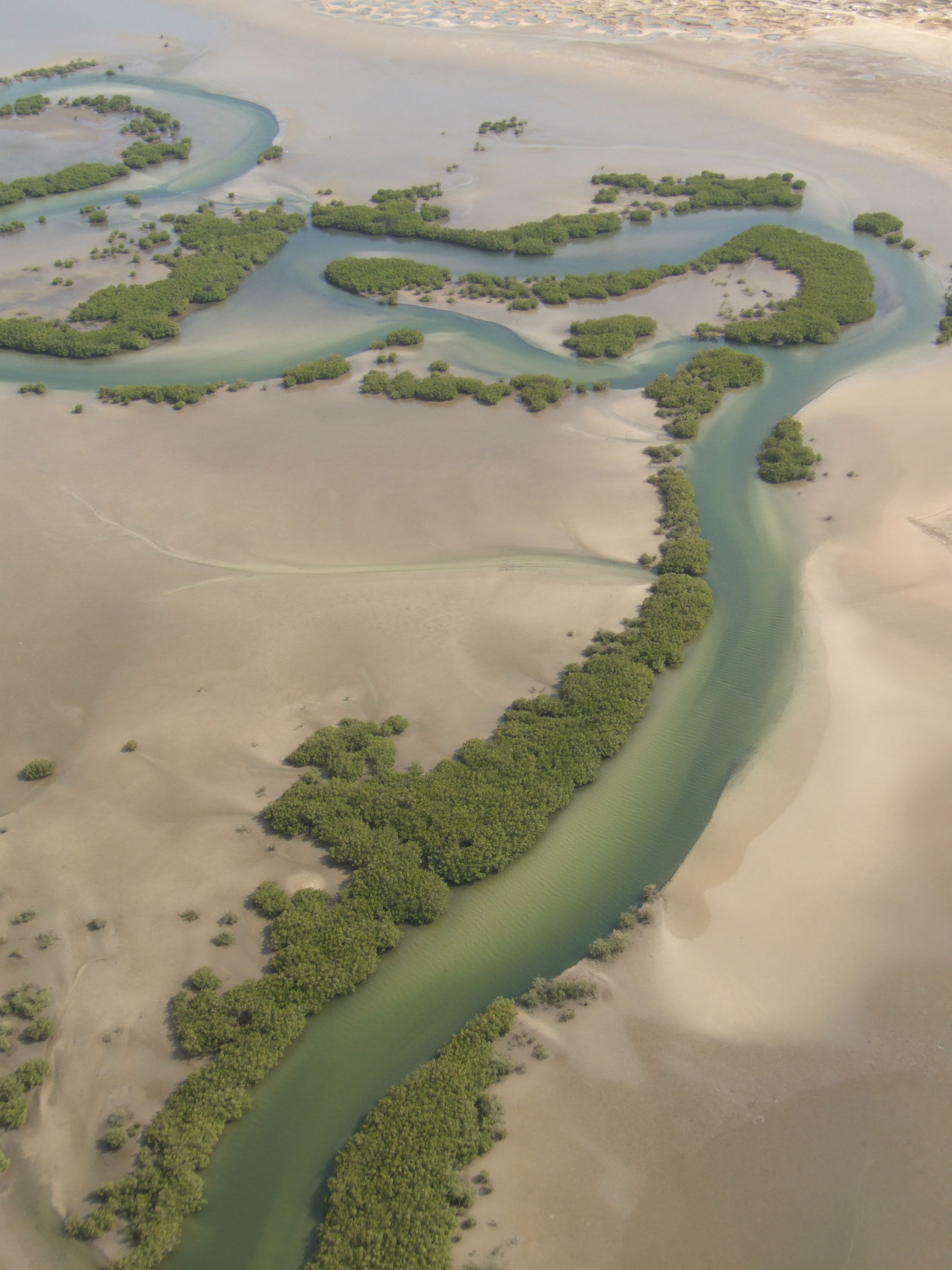
Río Salum

Cuenca del río Senegal

Senegal es drenado por los ríos Senegal, Salum, Gambia y Casamanza, cuyo caudal está adaptado a los monzones. El más importante es el río Senegal, que nace en el macizo de Fouta Djallon de Guinea, forma la frontera oriental de Senegal con Malí, mediante su afluente, el río Faleme, dirigiéndose hacia el norte y luego con Mauritania dirigiéndose hacia el oeste. Al acercarse al océano Atlántico, pasado Dagana, forma el Falso Delta o Oualo, a partir del pueblo de Richard Toll (el jardín de Richard). En ese punto recibe las aguas del río Ferlo, embalsada en el lago de Guiers. Pasa junto a Rosso y cuando ya se encuentra a menos de 10 km de la costa gira hacia el sur, paralelamente al océano, y después de unos 15 km desemboca al norte de la ciudad de Saint Louis, marcando siempre la frontera con Mauritania. A 22 km al norte de Saint Louis se encuentra el embalse de Diama, cuya presa se construyó para evitar que el agua del mar ascienda por el cauce, ya que antes de su construcción podía alcanzar hasta 200 km río arriba debido a la baja altitud de la región. La presa tiene 600 de anchura y permite el riego de 45.000 ha. Los otros dos grandes embalses del río Senegal, el embalse de Félou y el embalse de Gouina se encuentran en Malí. El embalse de Manantali se encuentra en el río Bafing, que al unirse al río Bakoye, más adelante, da lugar al río Senegal, en Malí.
El río Salum se encuentra a un centenar de kilómetros al sur de Dakar. Tiene unos 250 km de longitud y forma un gran delta compartido con el río Sine, en el que se encuentra el parque nacional del Delta del Salum, formado por un largo manglar a orillas del río. La cuenca de este río formaba antiguamente el reino de Salum, y la ciudad más importante de esta cuenca es actualmente Kaolack.
El río Gambia nace al norte de Guinea, en el macizo de Futa Yallon, atraviesa la provincia senegalesa de Tambacounda en dirección noroeste, donde se halla el parque nacional Niokolo-Koba, y entra en Gambia formando una serie de meandros hacia el oeste hasta el océano Atlántico.
El río Casamanza, en la región meridional, tiene 200 km de longitud, nace en Guinea y baña las regiones de Kolda, Sédhiou y Ziguinchor, donde desemboca formando un importante estuario.

## Áreas protegidas de Senegal

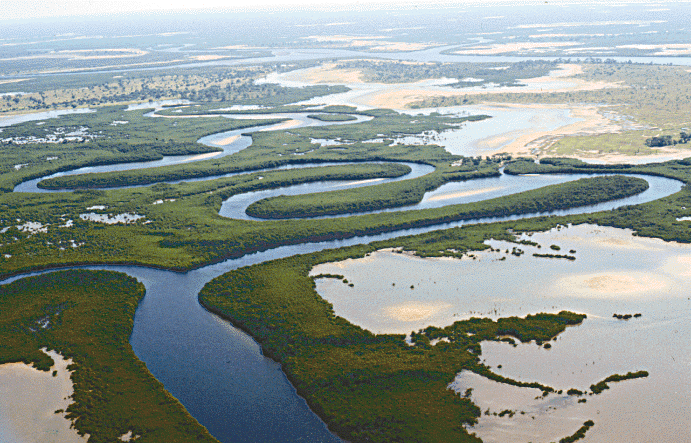
Delta del río Salum

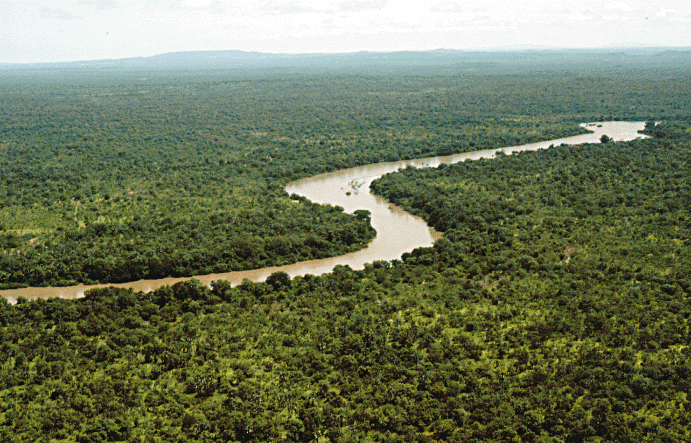
Río Gambia en el parque nacional Niokolo-Koba

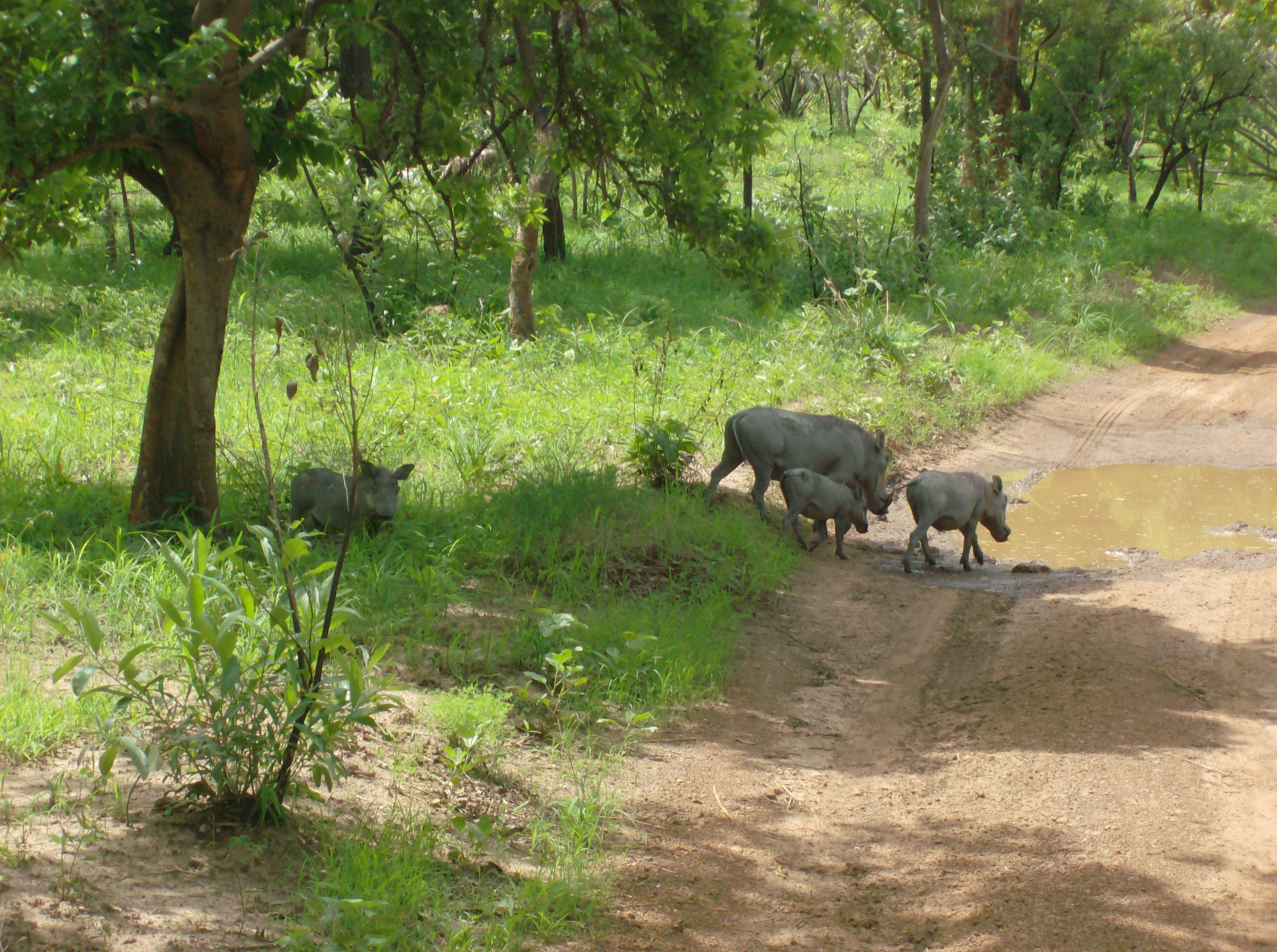
Facoceros en el parque nacional Niokolo-Koba.

En Senegal, según la IUCN, había, en 2024, 138 áreas protegidas con una superficie terrestre de 51.349 km², el 26,32% de un total de 195.078 km2 y 3502 km² de zonas marinas, el 2,2% de los 159.040 km2 que pertenecen al país. De este conjunto, 6 son parques nacionales, 5 son reservas naturales, 1 es un bosque clasificado (Samba Dia), 79 son reservas forestales, 1 es una reserva de aves (Kalissaye), 12 son áreas marinas protegidas, 1 es una reserva natural urbana, 2 son reservas naturales comunitarias y 17 son zonas sin una clasificación específica. Además, hay 4 reservas de la biosfera de la Unesco (delta del Salum, Bosque clasificado de Samba Dia, parque nacional Niokolo-Koba y delta del río Senegal), 2 patrimonios de la Humanidad (parque nacional Niokolo-Koba y parque nacional de las Aves del Djoudj) y 8 sitios Ramsar de importancia internacional.

#### Parques nacionales
- Parque nacional de las Aves del Djoudj, ubicada en el norte de Senegal, considerada como la tercera reserva ornitológica del mundo se extiende en una superficie de 16.000 hectáreas y dispone de un plan de agua permanente que atrae más de 400 especies de pájaros.

- Parque nacional de la Baja Casamanza, 50 km², extremo sur del país, muy cerca de Guinea-Bisáu. Doscientas especies de aves y numerosos mamíferos: búfalos, leopardos, gálago enano, colobo rojo occidental, bosque guineano y sabana.[12]

- Parque nacional Niokolo-Koba, 9.130 km², en el interior de Casamanza, región de Tambacounda, patrimonio de la Humanidad y reserva de la biosfera. Forma parte de un proyecto llamado Complejo ecológico de Niokolo-Badiar uniéndose con el parque nacional de Badiar (380 km²), al norte de Guinea. Está atravesado por el río Gambia y sus dos afluentes, el río Koulountou y el río Niokolo Koba, que da nombre al parque. Llano, con cima en el monte Assirik, de 311 m. Sabana arbolada y bosque abierto con especies raras como Ceiba pentandra var. guineensis, Cassia sieberiana y Combretum micranthum.

- Parque nacional de las islas de la Madeleine, 0,45 km², al oeste de Dakar, deshabitadas. En la mayor, Sarpan, se han encontrado herramientas de la Edad de Piedra. Alberga un baobab enano muy característico y es zona de nidificación del raro rabijunco etéreo[13]

- Parque nacional del Delta del Salum, 600 km², patrimonio de la Humanidad desde 2011 y sitio Ramsar desde 1984 como parte de una zona protegida de 1800 km², la tercera parte acuática, con 170 km² de manglares y 80 km² de bosque. Se encuentra en una ruta de emigración de aves conocida como Ruta del Atlántico Oriental, usada por 90 millones de aves al año. En Salum anidan charranes reales, flamencos comunes, espátulas comunes, correlimos zarapitines, vuelvepiedras comunes y correloimos chicos.[14]

- Parque nacional de la Langue de Barbarie, 20 km², entre el río Senegal y el océano Atlántico, en el noroeste, una larga barra de arena de unos 30 km de longitud de norte a sur desde la frontera de Mauritania hasta Saint Louis de los que 15 km son parque nacional. Aves acuáticas: flamencos comunes, pelícanos, cormoranes, garzas, etc.[15]